# Premio John Maddox

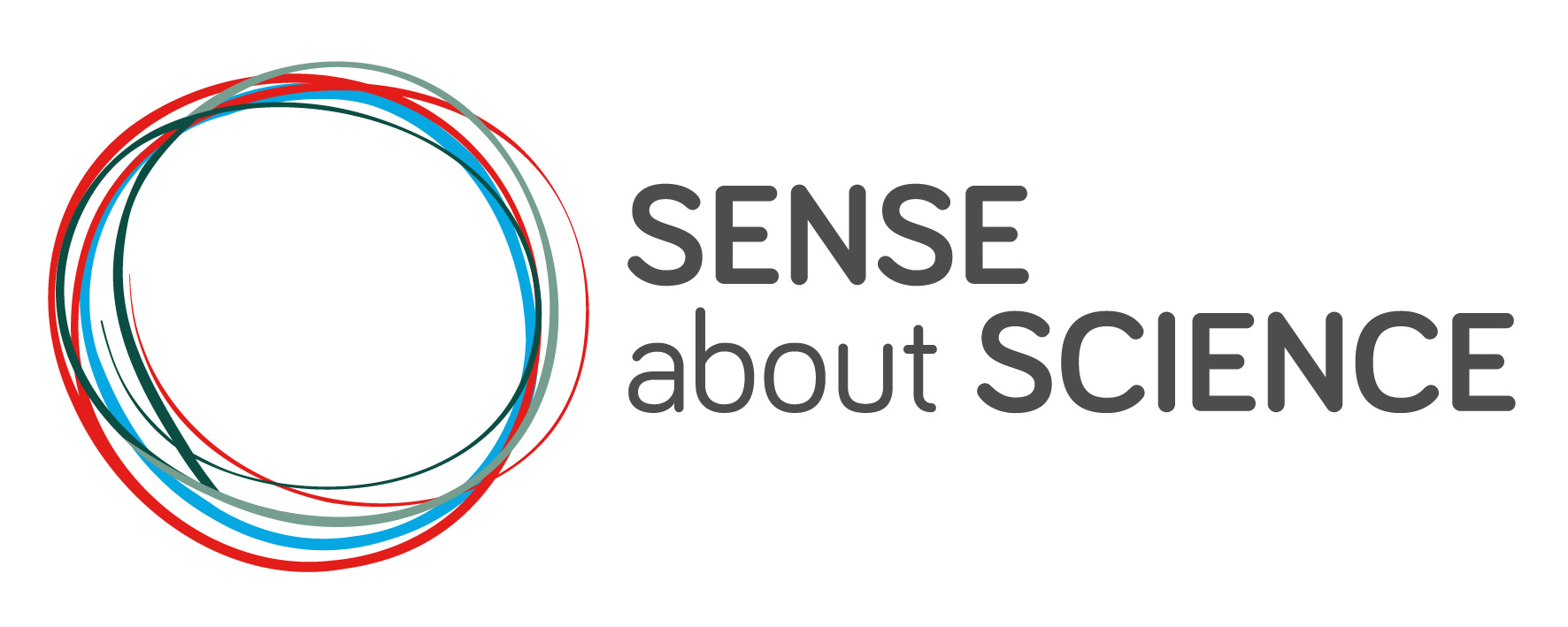
Logotipo de Sense about Science

El premio John Maddox (en inglés, John Maddox Prize) está avalado por la revista Nature, la Kohn Foundation y Sense about Science. Su objetivo es reconocer a las personas de cualquier parte del mundo que se distingan por su lucha por la ciencia y la evidencia en temas de interés público aunque ello le comporte inconveniencias u hostilidad por parte de algún sector de la sociedad. El premio está dotado de una cantidad de 2000 libras esterlinas.
John Maddox (1925-2009) fue editor de Nature durante 23 años. Su paso por esta prestigiosa publicación ha dejado notables recuerdos.

## Premiados
El Premio John Maddox se instauró en 2012.
- 2012: Simon Wessely y Fang Shi-min
- 2013: David Nutt
- 2014: Emily Willingham y David Robert Grimes
- 2015: Edzard Ernst y Susan Jebb
- 2016: Elizabeth Loftus
- 2017: Riko Muranaka[3]
- 2018: Terry Hughes y Britt Marie Hermes[6]
- 2019:
- 2020: Anthony Fauci y Salim S. Abdool Karim[7]
- 2021 Elisabeth Bik
- 2022 Eucharia Oluchi Nwaichi
- 2023 Nancy Olivieri